# Patricia Churchland
Patricia Smith Churchland (Oliver, 16 luglio 1943) è una filosofa canadese-americana, che lavora alla Università della California di San Diego (UCSD) dal 1984.

## Biografia
Churchland è nata a Oliver, una piccola cittadina della Columbia Britannica. Il padre gestiva la fattoria di famiglia e la madre era infermiera. Benché privi di formazione superiore i genitori hanno sempre aspirato a una formazione universitaria per la figlia. Si laurea con il massimo dei voti nel 1965 presso l'Università della Columbia Britannica e ottiene una borsa di studio per il master che ottiene l'anno dopo all'Università di Pittsburgh. Come Fellow del Canada Council si trasferisce a studiare e lavorare presso il Somerville College di Oxford, ottenendo un Bachelor of Philosophy nel 1969.
Rientrata in Canada, si sposa con Paul Churchland e entrambi ottengono un incarico accademico presso l'Università di Manitoba a Winnipeg dove lei fu assistente per circa otto anni dal 1969 al 1977, per poi divenire professore associato e infine professore ordinario nel 1983. Dopo aver frequentato le lezioni della facoltà di medicina insieme agli studenti per comprendere meglio la struttura e la funzione del cervello, nel 1983 inizia a interessarsi alle neuroscienze con l'aiuto e l'incoraggiamento di Larry Jordan, suo collega presso il Dipartimento di Fisiologia. Patricia Churchland ha concentrato il suo lavoro soprattutto sul rapporto fra neuroscienze e filosofia. Secondo lei per capire il mentale dobbiamo comprendere il funzionamento del cervello. Dal 1982 al 1983 diventa Visiting Member in Social Science presso l'Institute for Advanced Study dell'Università di Princeton.
Nel 1984, le viene offerta la cattedra di filosofia presso l'Università della California a San Diego (UCSD) e vi si trasferisce con il marito Paul. Nel 1989 collabora con l'Istituto Salk, dove conosce Jonas Salk che diventerà uno dei suoi sostenitori in quanto affascinato dalle neuroscienze e la filosofia. L'altro importante sostenitore e amico fu Francis Crick.
Al Salk Institute, Churchland lavora nel laboratorio di Terrence Sejnowski come collaboratore di ricerca, da questa collaborazione è nato il libro "The Computational Brain" (MIT Press, 1993). Il libro ha avuto un tale successo che è stato ripubblicato varie volte e un'edizione speciale è stata fatta per il 29º anniversario della pubblicazione.
La Churchland appartiene alla corrente filosofica chiamata eliminativismo, o materialismo eliminativo.

## Riconoscimenti
- 1991 - MacArthur Fellows Program
- 1996 - Dottorato onorario in Lettere dell'Università della Virginia
- 2007 - Dottorato onorario in Giurisprudenza dell'Università dell'Alberta[8]